# Sisi (Griekenland)
Sisi (Nieuwgrieks: Σίσι) of Sissi is een klein vissersdorpje ten oosten van Malia op het Griekse eiland Kreta. Het ligt in het departement (nomos) Lassithi, ongeveer 40 kilometer ten oosten van de stad Iraklion. Tot 2011 hoorde het onder de gemeente Vrachasi, sindsdien is het deel van de fusiegemeente Agios Nikolaos.

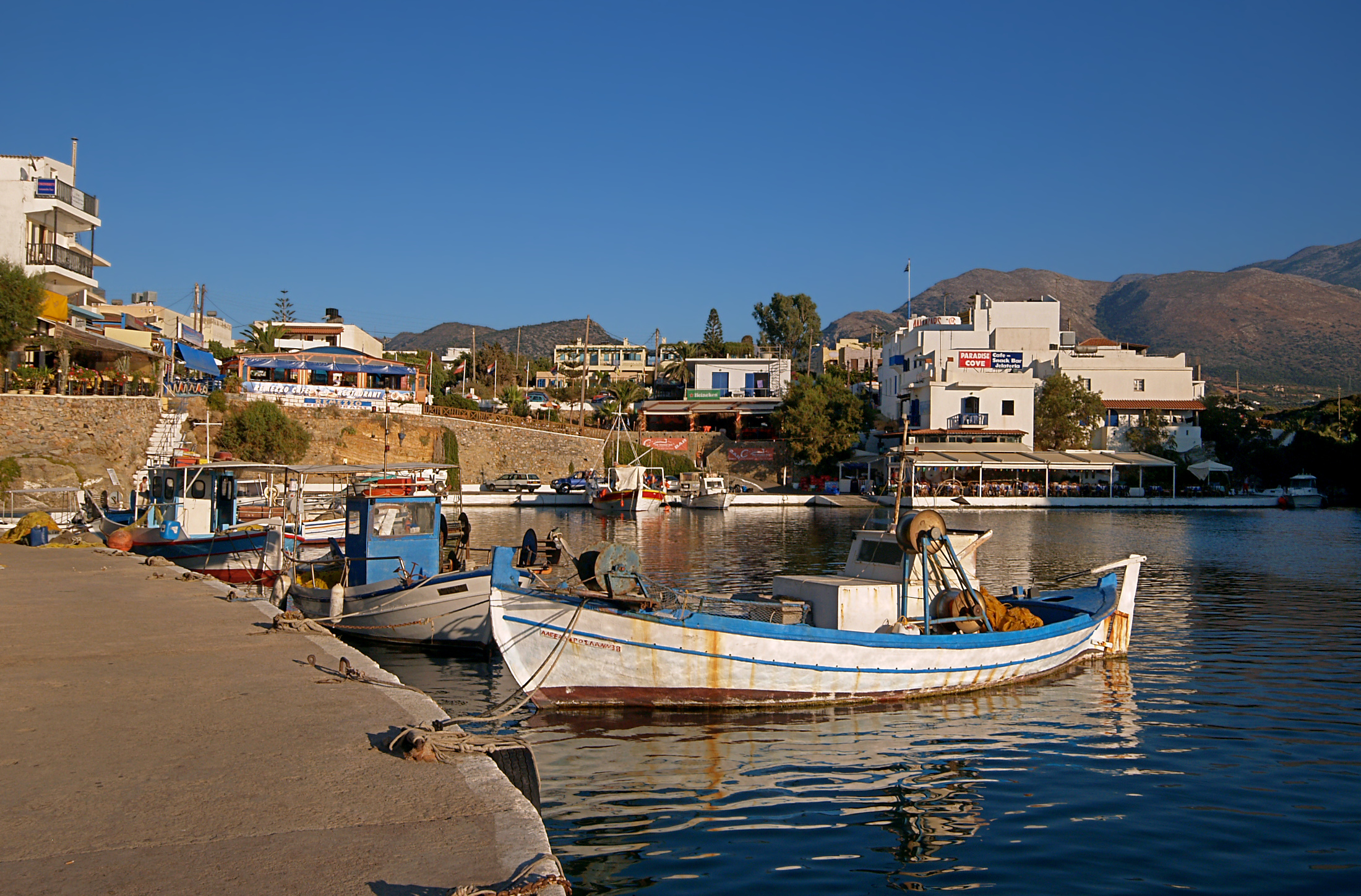
Haven van Sisi